# 東京工科大学の人物一覧
東京工科大学の人物一覧（とうきょうこうかだいがくのじんぶついちらん）は、東京工科大学に関係する人物の一覧記事。

## 歴代学長
| 代 | 歴代学長 | 専門分野 | 就任年月           | 備考                                         |
| -- | -------- | -------- | ------------------ | -------------------------------------------- |
| 1  | 高木昇   | 電子工学 | 1986年（昭和61年） |                                              |
| 2  | 高橋茂   | 電気工学 | 1996年（平成8年）  | 工学部情報工学科主任教授・副学長を経て学長。 |
| 3  | 相磯秀夫 | 電気工学 | 1999年（平成11年） | メディア学部長を経て学長。                   |
| 4  | 軽部征夫 | 生物工学 | 2008年（平成20年） | バイオニクス学部長・副学長を経て学長。       |
| 5  | 大山恭弘 | 制御工学 | 2020年（令和2年）  | 工学部長・副学長を経て学長。                 |

## 教職員

### 法学系
- 村上康二郎（メディア学部准教授、サイバー法、情報法、情報倫理、知的財産法、民事法）

### 政治学系
- 落合浩太郎（コンピュータサイエンス学部准教授、国際関係論、安全保障）

### 経済学系
- 尾崎弘之（コンピュータサイエンス学部教授、技術経営、ベンチャー経営）
- 近藤順茂（コンピュータサイエンス学部教授、資本市場　企業ファイナンス）

### 経営学系
- 進藤美希（メディア学部准教授、インターネットビジネス論、メディアコンテンツ論）
- 竹田昌弘（コンピュータサイエンス学部教授、経営学）

### 教育学系
- 石塚美佳（コンピュータサイエンス学部准教授、第二言語習得、外国語教育）
- 豊田ひろ子（メディア学部教授、言語教育学、児童英語教育、バイリンガリズム）

### 社会学系
- 大山昌彦（メディア学部准教授、文化社会学、地域社会学）
- 山崎晶子（メディア学部准教授、社会学、エスノメソドロジー）

### 哲学・倫理学・宗教学・芸術学系
- 伊藤丙雄（デザイン学部准教授、伝達論、イラストレーション、グラフィックデザイン）
- 伊藤謙一郎（メディア学部准教授、作曲、音楽理論、ソルフェージュ）
- 金子満（片柳研究所教授、大学院バイオ・情報メディア研究科教授、テレビ番組企画制作、コンテンツ企画制作、コンテンツ制作システム研究）
- 岸本好弘（メディア学部准教授、ゲームプロデューシング、ゲームディレクション、ゲームデザイン）
- 暮沢剛巳（デザイン学部准教授、現代美術研究、サブカルチャー論、美術館研究）
- 櫻井圭記（メディア学部講師、アニメーション企画立案、シナリオ論、映像演出論）
- 田村吾郎（デザイン学部講師、空間、演出、映像）
- 手塚眞（メディア学部客員教授）
- 仲井朋子（非常勤講師）
- 浜野保樹（メディア学部教授、コンテンツ制作、メディア論）
- 松任谷正隆（メディア学部客員教授）
- 宮元三恵（デザイン学部准教授、芸術学、都市計画、地域研究）
- 若林尚樹（デザイン学部教授、デジタルデザイン、情報デザイン）

### 文学・言語学系
- 酒井優子（メディア学部教授、言語学）
- 田中寿美（デザイン学部教授、アメリカ研究）
- 陳淑梅（メディア学部教授、中国語学、日本語学）
- 吉田俊実（応用生物学部教授、英文学、カルチュラル・スタディーズ）

### 理学系
- 齋木博（応用生物学部教授、環境修復、電気化学、バイオマス）

### メディア学系
- 大山昌彦（メディア学部准教授、文化社会学、地域社会学）
- 金子満（片柳研究所教授、大学院バイオ・情報メディア研究科教授、テレビ番組企画制作、コンテンツ企画制作、コンテンツ制作システム研究）
- 上林憲行（メディア学部教授、サービス工学、サービス臨床工学、ネットワーク生態学）
- 岸本好弘（メディア学部准教授、ゲームプロデューシング、ゲームディレクション、ゲームデザイン）
- 進藤美希（メディア学部准教授、インターネットビジネス論、メディアコンテンツ論）
- 手塚眞（メディア学部客員教授）
- 西田友是（メディア学部客員教授）
- 村上康二郎（メディア学部准教授、サイバー法、情報法、情報倫理、知的財産法、民事法）
- 山崎晶子（メディア学部准教授、社会学、エスノメソドロジー）
- 山際和久（メディア学部教授、現代科学技術論、ジャーナリズム論）

### 工学系
- 飯田仁（メディア学部教授、音声言語情報処理、言語工学、人工知能論）
- 浦瀬太郎（応用生物学部教授、環境衛生工学、上下水道学、水処理）
- 大久保友雅（工学部教授、太陽光励起レーザー、レーザー工学）
- 串田高幸（コンピュータサイエンス学部教授、クラウド・分散コンピューティング・システム管理・ネットワーク）
- 後藤正男（応用生物学部教授、バイオセンサー、医用生体工学、生体材料学）
- 田胡和哉（コンピュータサイエンス学部教授、オペレーティングシステム）
- 菱沼千明（コンピュータサイエンス学部教授、コールセンター、CRM、コンピュータテレフォニー）
- 福島 E.文彦（工学部教授、ロボット工学、「TITech Driver」や「TITech Wire」の開発者）
- 星徹（コンピュータサイエンス学部教授、ユビキタスネットワーク、グループウェア、マルチメディア通信）
- 松下宗一郎（コンピュータサイエンス学部教授、集積回路システム工学、コンピューターエンターテインメント）
- 三田地成幸（コンピュータサイエンス学部教授、光エレクトロニクス、バイオエレクトロニクス）
- 山際和久（メディア学部教授、現代科学技術論、ジャーナリズム論）
- 山本順寛（応用生物学部教授、生物有機化学、医化学）

### 農学系
- 遠藤泰志（応用生物学部教授、食品化学、食品機能学、油脂科学）
- 多田雄一（応用生物学部教授、育種学、植物分子育種学）

### 医学・薬学系
- 石川ふみよ（医療保健学部教授、成人看護学、リハビリテーション看護）
- 芋川玄爾（応用生物学部教授、皮膚科学、細胞生物学、生化学）
- 篠原一彦（医療保健学部教授、消化器外科、医用工学）
- 前田憲寿（応用生物学部教授、生化学、皮膚科学、分子細胞生物学、薬理学）
- 柳澤信夫（医療保健学部教授、神経学）

### 学際系・その他
- 佐久間裕司（メディア学部教授、スポーツ方法学、スポーツ運動学）
- 鶴田誠

## 出身者

### 文化
- 遠藤雅伸（ゲームクリエイター、ゲームスタジオ創業者、日本デジタルゲーム学会会長）※大学院
- 田中静人（小説家、推理作家）
- モンキー・パンチ（漫画家、大学教授）※大学院
- やしろあずき（漫画家、ライター、三角コーン仲介業者）
- おおすみ正秋（演出家、映画監督、片柳研究所クリエイティブアドバイザー）
- 雨宮哲（アニメーター、演出家）

### 芸能
- ダイスケ（シンガーソングライター）
- 伊藤広大（お笑い芸人、お笑いコンビ「こりゃめでてーな」）※中退
- 立川成幸（落語家）
- 加茂フミヨシ（ギタリスト）

### スポーツ
- 伊礼喜洋（プロボクサー、第58回東日本フライ級新人王、第48回全日本フライ級新人王）
- 佐々木優子（クリケット選手、クリケット女子日本代表）

### その他
- 新妻実保子（中央大学理工学部精密機械工学科教授）
- 鶴岡裕太（BASE創業者・CEO）
- 小柳（YouTuber、バンドボーカル、夕闇に誘いし漆黒の天使達）

## 東京工科大学にゆかりのある人物
- 石原慎太郎（政治家、小説家、東京都知事） - 大学を運営する片柳学園の片柳鴻理事長と親しい人物の一人。
- 遠藤巧磨（俳優） - オープンキャンパスイメージモデルを担当。
- 清原慶子（政治家、三鷹市長、元メディア学部長）
- 広瀬香美（シンガーソングライター） - 2010年11月16日のメディア特別講義II（ライブ・エンタテインメント論）「表現者の視点」の特別講師を担当。
- 渕一博（計算機科学者、元工学部教授、新世代コンピュータ開発機構（ICOT：アイコット）研究所長）
- 松任谷由実（シンガーソングライター） - 学生がユーミン・プロジェクトに参加。
- 丸山茂雄（実業家、に・よん・なな・みゅーじっく取締役会長） - 2007年11月6日のメディア特別講義II（ライブ・エンタテインメント論）「クリエイター人材論」の特別講師を担当。
- Metis（レゲエシンガーソングライター） - 2007年4月6日の入学式でライブを行った。
- 森亘（理事、病理学者）
- 吉川弘之（独立行政法人産業技術総合研究所初代理事長） - 産業技術総合研究所東京本部八王子事業所（片柳研究所内）の開設に関わった人物の一人。